# Taxithelium concavum
Taxithelium concavum là một loài Rêu trong họ Sematophyllaceae. Loài này được (Hook.) Spruce ex J. Florsch. miêu tả khoa học đầu tiên năm 1996.